# Lindsey Vonn
Lindsey Caroline Vonn (nascida Kildow; Saint Paul, Minnesota, 18 de outubro de 1984) é uma ex-esquiadora profissional americana. Ela ganhou quatro vezes o título geral da Copa do Mundo de esqui alpino (sendo uma das duas únicas esquiadoras do sexo feminino a conseguir tal feito, a outra é Annemarie Moser-Pröll), foram três títulos consecutivos em 2008, 2009 e 2010, além de outro em 2012. Vonn conquistou a medalha de ouro no downhill dos Jogos Olímpicos de Inverno de 2010, o primeiro de uma mulher americana na modalidade. Ela também ganhou seis títulos consecutivos da Copa do Mundo na disciplina de downhill (2008-2013), quatro títulos consecutivos em super-G (2009-2012), e três títulos consecutivos no combinado (2010-2012).
Vonn é uma das seis mulheres que conseguiram vencer corridas da Copa do Mundo em todas as cinco disciplinas do esqui alpino: downhill, super-G, slalom gigante, slalom e combinado alcançando 82 vitórias em etapas da Copa do Mundo. Seu total de 82 vitórias em Copas do Mundo foi um recorde feminino até janeiro de 2023, quando foi superada por Mikaela Shiffrin. Apenas Shiffrin e Ingemar Stenmark, da Suécia, com 86 vitórias em Copas do Mundo, têm mais vitórias que Vonn. Com o seu ouro olímpico e duas medalhas de bronze, além de duas medalhas de ouro no Campeonato Mundial em 2009 (mais três medalhas de prata em 2007/2011) e quatro títulos globais da Copa do Mundo, Vonn se tornou a esquiadora americana mais bem sucedida da história.
Em 2010, Vonn foi condecorada com o Prêmio Laureus do Esporte Mundial. Ela também foi homenageada como a esportista do ano pela USOC e pela AP, além do Princesa das Astúrias em 2019. Ao longo da carreira sofreu várias lesões que a fizeram perder partes de várias temporadas, incluindo quase toda a temporada de 2014 e a maior parte da temporada de 2013. Enquanto se recuperava de uma lesão, ela trabalhou como correspondente da NBC, cobrindo as Olimpíadas de Inverno de 2014 em Sochi, na Rússia. Em fevereiro de 2019, ela anunciou sua aposentadoria, citando principalmente as lesões como causa principal. Em novembro de 2024 ela anunciou seu retorno às competições.

## Infância e educação
Nascida em Saint Paul, Minnesota, Lindsey Caroline Kildow é a filha de Linda Anne (nascida Krohn) e Alan Lee Kildow. Ela foi criada na área metropolitana de Burnsville. Seu primeiro contato com esquis foi aos dois anos de idade, antes de se mudar para um programa de desenvolvimento mais renomado no Buck Hill, que também teve Kristina Koznick como aluna.
Quando Vonn completou dez anos, ela conheceu a medalhista de ouro olímpico Picabo Street, a quem considera sua heroína e referência no esporte. O encontro causou uma boa impressão em Picabo, e com o tempo ela acabou se tornando mentora de Vonn no esqui. Vonn foi ao Colorado durante vários anos para treinar antes de sua família se mudar definitivamente para Vail no final de 1990.
Por não ter muito tempo livre, Lindsey Vonn teve uma educação não convencional feita através de um programa de correspondência com a Universidade do Missouri.

## Vida Profissional

### Carreira

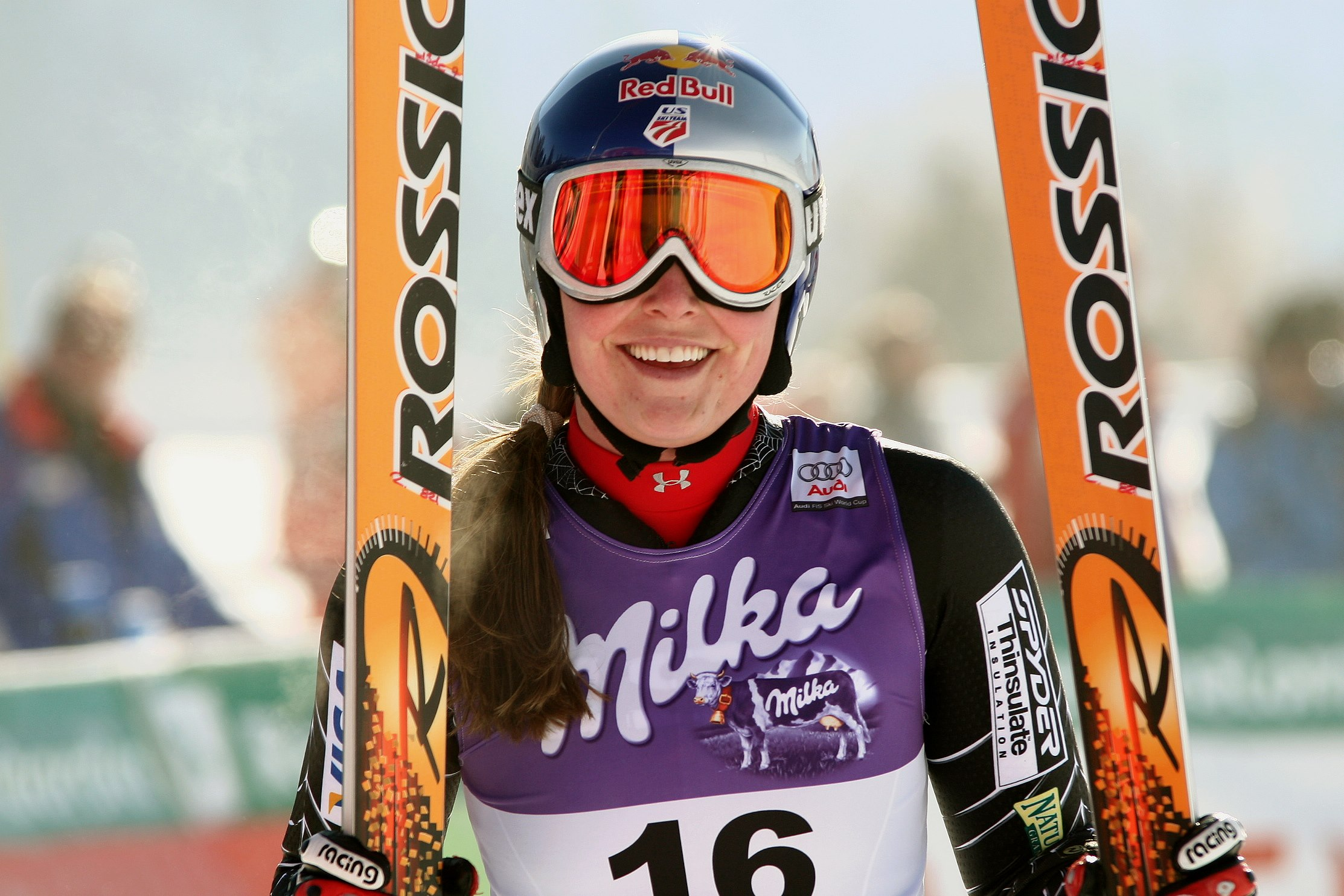
Lindsey Vonn na Suíça em 2007.

#### Primeiros anos
Vonn aprendeu a esquiar com seu avô, Don Kildow, em Milton, Wisconsin. Ela começou a esquiar quando criança em Burnsville, Minnesota, no Buck Hill Ski and Snowboard, e também durante as férias em família que incluíam 16 horas de viagem de Minnesota a Vail. Quando Lindsey tinha 7 anos, ela havia esquiado em Minnesota, Colorado e Oregon o ano todo. Ao esquiar no Colorado, ela teve aulas no Ski Club Vail (SCV), um programa de corridas alpinas (posteriormente ampliado e renomeado como Ski & Snowboard Club Vail) que ensinava e ainda ensina esquiadores a partir dos 6 anos de idade. Durante seu primeiro ano na SCV, Lindsey esquiou sob o comando da técnica de esqui Colby S. Scudder, a única técnica feminina de Vonn no programa "pré-idade da classe" do Ski Club Vail. O programa foi dirigido por Tom Krebsref>«Tom Krebs». Vail Daily.com. 20 de abril de 2013. Consultado em 20 de abril de 2013</ref> que disse aos treinadores da Gravity Corps para não treinar os esquiadores dentro dos limites da pista, mas sim desenvolver suas habilidades de esqui em todas as montanhas e desenvolver seu conforto na "linha de outono" (nome a rota mais direta em uma pista de esqui), garantindo que as crianças fossem expostas ao máximo de terreno possível, a "versatilidade e exposição a diversos terrenos desafiadores" era a diretiva do ensino. Naquela época, o programa de esqui pré-idade da Gravity Corps consistia em múltiplos grupos de 8 a 10 esquiadores; era o único local de SCV aberto no clube para esquiadores mais jovens que ainda não tinham idade suficiente para participar de eventos sancionados da Federação Internacional de Esqui (FIS).
Lindsey e outros membros de seu grupo, ficaram em primeiro, segundo e terceiro lugares, em corridas não-oficiais, nas quais todos os esquiadores participaram de uma reunião coletiva não oficial. No final da primeira temporada de Vail, a mãe de Lindsey perguntou se o treinador achava que Lindsey era uma esquiadora lenta; a resposta foi um enfático "NÃO", Lindsey definitivamente não era uma esquiadora lenta. Foi mencionado que, se alguém dissesse que Lindsey estava devagar, era provável porque essa pessoa não estava reconhecendo que Lindsey estava em um surto perpétuo de crescimento e que a pessoa dizendo que Lindsey estava devagar não estava considerando que as mudanças na altura de Lindsey afetaram seu centro de gravidade, etc., e confiança no esqui, e assim a pessoa que descreveu Lindsey como esquiando lentamente não estava reconhecendo as diferenças entre um jovem esquiador em crescimento contra uma jovem esquiadora (que, aos 11 anos, estava a uma altura acima dos seus pares) - que, na opinião do SCV Gravity Corps Coach, resultou no comentário "lento" devastadoramente impreciso. As palavras usadas por Colby S. Scudder eram mais coloridas e muito menos diplomáticas. Com base na velocidade recém-confirmada de Lindsey, e a indagação de sua mãe, perguntaram sobre como matricular Lindsey no programa "Age-Class" mais antigo, que, segundo eles, havia negado anteriormente o pedido de matrícula.
O treinador apoiou a ideia de esquiar com esquiadores de "classe etária" maior. Na temporada seguinte, com a aprovação final do diretor, Lindsey foi inscrita no "programa de classe etária", sob o comando técnico da SCV Alpine "Reid Phillips, Chip Woods, Todd A. Rash e Gus Pernetz, etc., que coletivamente aperfeiçoaram as habilidades técnicas iniciais de Lindsey e iniciaram seu treinamento.
No final da década de 1990, Lindsey, seus irmãos e sua mãe pararam de viajar de Minnesota para o Colorado e, em vez disso, mudaram-se para o Colorado para esquiar exclusivamente no Ski Club Vail. Durante seu primeiro ano de VDG em Vail, Lindsey e uma de suas irmãs esquiaram juntas no mesmo grupo. Foi durante a primeira temporada que Lindsey e sua família estavam pensando se toda a família deveria se mudar de Minnesota para o Colorado. "Vail foi maravilhoso para mim", disse Lindsey, "mas eu sentia falta de todas as coisas tradicionais da infância - noites de folga, danças escolares, fazer amigos de maneira convencional. Na metade da segunda temporada, os irmãos de Lindsey também se mudaram para Vail. "Meus irmãos e irmãs deixaram seus amigos para mim. Isso foi estressante para eles. Eu me senti muito culpada".
No entanto, a mudança foi recompensada porque, em 1999, Lindsey Kildow e Will McDonald se tornaram os primeiros atletas americanos a vencer os eventos de slalom "Cadetes" no Trofeo Topolino di Sci Alpino da Itália. Em 1986, o herói de Lindsey, Picabo Street, participou, mas não obteve medalha, no mesmo evento de Topolino. Em 1995, aos 10 anos, Lindsey conheceu Street pessoalmente em um evento promocional. Alguns anos mais tarde, "Street ficou perplexo assistindo Lindsey de 15 anos pela primeira vez em 1999. Ela ficou maravilhada com a habilidade de Vonn em seguir a linha de outono. Quanto mais rápido ela ia, maior ficava o sorriso que ela esboçava, disse Street. "Você não pode ensinar alguém a amar a linha de outono como aquela garotinha que amava a linha de outono".
Sua estreia na Copa do Mundo aconteceu aos 16 anos, no dia 18 de novembro de 2000, em Park City, Utah.

#### 2002-2005
Sua primeira participação olímpica foi em 2002, nos Jogos Olímpicos de Inverno de Salt Lake City, onde disputou o slalom e o combinado, tendo como melhor resultado uma sexta colocação. Em 4 de março de 2003 ela ganhou uma medalha de prata nas descidas do Campeonato Mundial Júnior em Puy St Vincent, França.
Em 24 de março de 2004, Vonn foi medalhista de prata nas descidas do campeonato alpino dos EUA, realizado em Jackson, Wyoming. Em dezembro do mesmo ano Vonn alcançou a primeira vitória na Copa do Mundo após vencer o downhill em Lake Louise, Alberta. Ela ainda levaria mais cinco pódios na Copa do Mundo ao longo dos dois meses seguintes.
Em 2005, ela competiu em quatro corridas no seu primeiro Campeonato Mundial realizado em Bormio, Itália, onde conseguiu um quarto lugar como melhor resultado, tanto no downhill quanto no combinado. Vonn foi a nona colocada no super-G e não conseguiu terminar o slalom gigante. Ela citou a aparição inesperada de seu pai, com quem tinha uma relação tensa, para justificar seu desempenho.

#### 2006-2007
Em seu segundo Jogos Olímpicos de Inverno, em 2006, Vonn sofreu uma queda quando fazia uma descida em San Sicario, Itália. Ela foi socorrida e levada de helicóptero para Turim, sendo internada durante a noite. Apesar de lesionada no quadril, Lindsey voltou a competir dois dias depois e terminou em oitavo lugar no downhill. O desempenho corajoso lhe rendeu o Prêmio Espírito Olímpico dos EUA, que teve votos de fãs americanos, companheiros de equipe, ex-atletas olímpicos e membros da mídia.
Vonn conseguiu seu primeiro "grande resultado" quando faturou duas medalhas de prata (downhill e super-G) no Campeonato Mundial de 2007, em Are, Suécia. Um acidente no treinamento antes do slalom lhe causou uma entorse no joelho direito, fato que lhe forçou a encerrar a sua temporada quatro semanas mais cedo. O afastamento não lhe impediu de ficar em terceiro lugar nas disciplinas de downhill e super-G da Copa do Mundo de 2007.

#### 2008-2010: Três títulos consecutivos

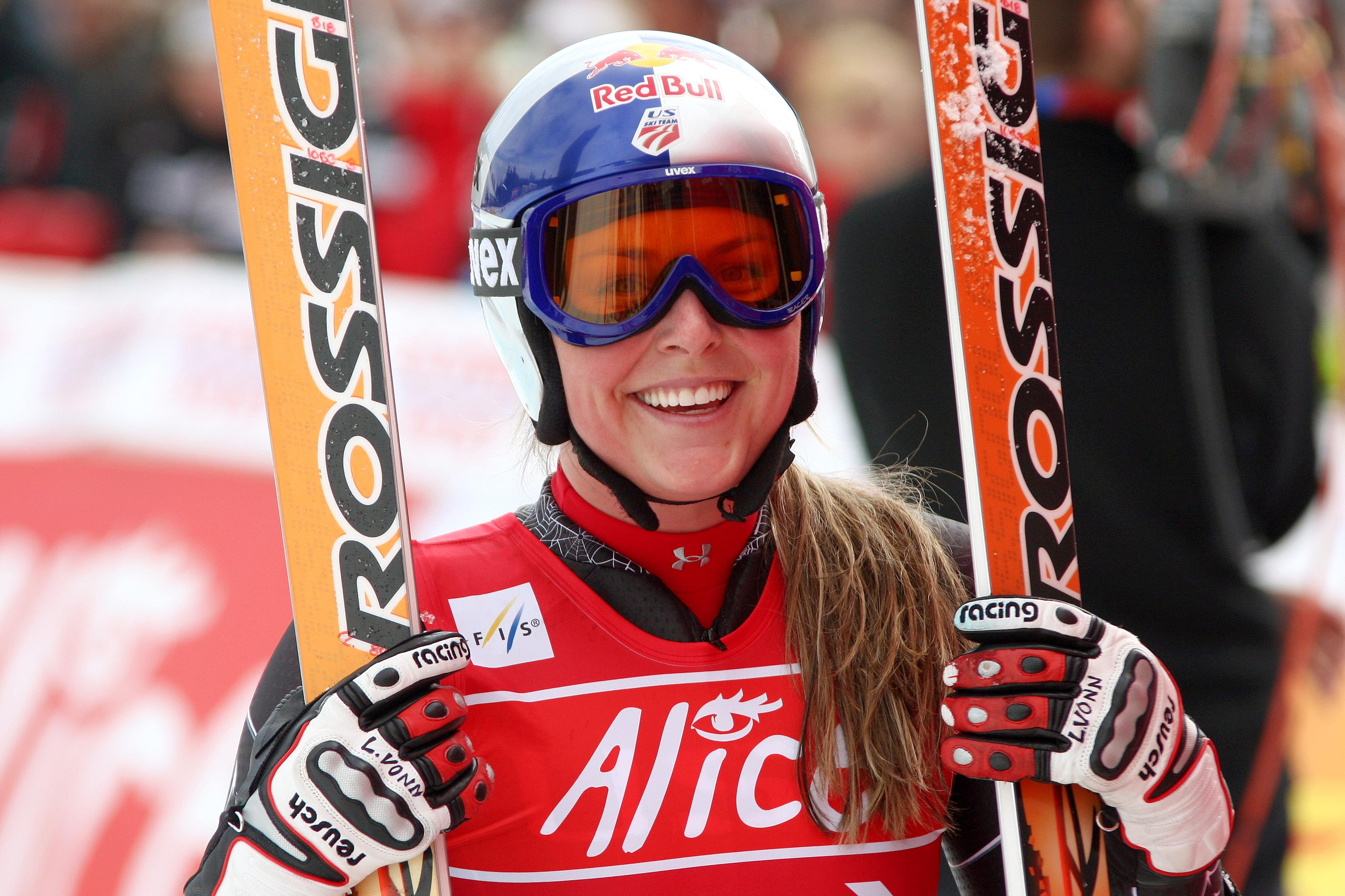
Lindsey Vonn campeã geral na Copa do Mundo de 2008.

Em 2008, Lindsey Vonn ganhou o título geral da Copa do Mundo de esqui alpino, tornando-se, ao lado de Bode Miller, os dois primeiros americanos a ganharem o título geral da competição juntos depois de 25 anos, quando Tamara McKinney e Phil Mahre venceram em 1983. Ela também foi campeã geral no downhill, fazendo desta sua primeira grande temporada na carreira. Vonn também estabeleceu um novo recorde de vitórias para um esquiador dos Estados Unidos no downhill com dez conquistas, sendo a última em Crans-Montana.
No campeonato mundial de 2009, disputado em Vale de Isère, na França, Vonn se tornou a primeira americana da história a ganhar uma medalha de ouro na prova do super-G. Já na prova do combinado ela foi desclassificada, mas obteve a medalha de ouro no Downhill. Quando comemorava a conquista de sua segunda medalha de ouro, uma garrafa de champagne estourou em sua mão, cortando o tendão do seu polegar. Após uma cirurgia de emergência, ela acabou não disputando a prova de slalom, mas com uma proteção que pesava quase dois quilos na mão, participou do slalom gigante, onde sofreu uma pequena queda na segunda descida e não teve mais chances de medalhas na competição.

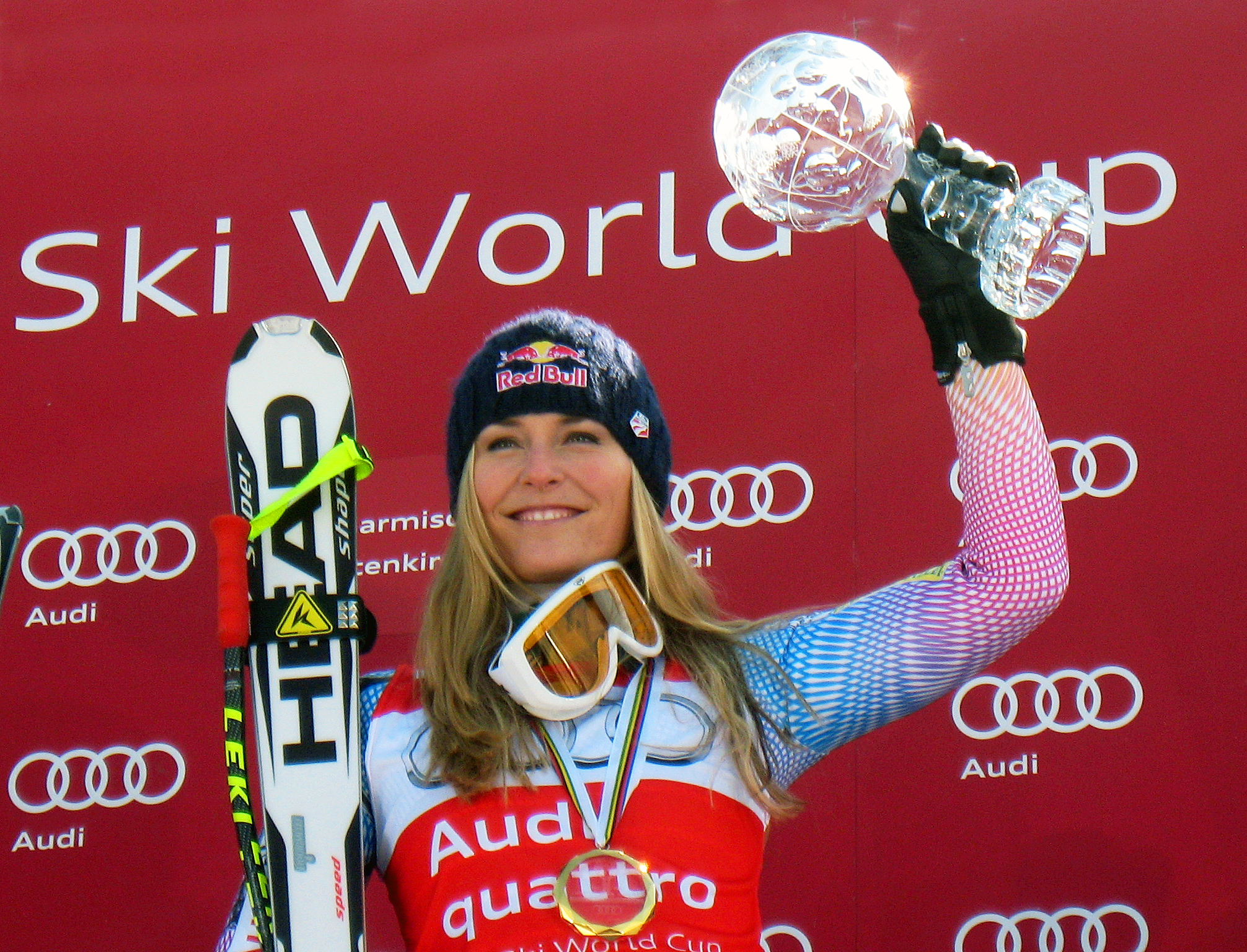
Vonn comemora título de 2010.

Vonn se recuperou rapidamente do incidente, voltou a vencer provas de super-G pela Copa do Mundo e no dia 11 de março garantiu a conquista do título de campeã geral por antecipação, após terminar o downhill na primeira colocação, modalidade que também foi campeã, assim como no super-G. Ela se tornou também a primeira americana na história a conseguir dois títulos da Copa do Mundo de esqui alpino.
Em 2010 Vonn começou bem sua caminhada para manter o título na Copa do Mundo de Esqui Alpino, obteve nove vitórias sendo que na etapa de Haus im Ennstal foram três triunfos consecutivos, feito inédito na sua carreira. Lindsey Vonn conquistou o título geral do super-G com antecipação e chegou com status de favorita nas Olimpiadas de Inverno de 2010, onde logo em sua primeira prova, o Downhill, levou a medalha de ouro, primeiro ouro olímpico de sua carreira, além de um bronze na prova do Super-G.
Vonn acabou conquistando o título geral da Copa do Mundo de esqui alpino pela terceira vez, levando também os títulos nas disciplina de downhill, super-G e combinado. Quando venceu o último super-G da temporada, ela aumentou o seu número de triunfos totais na Copa do Mundo para 33, superando Bode Miller como um atleta dos EUA que mais vitorioso da história. O terceiro título da Copa do Mundo no geral consecutivo também a fez igualar o recorde do americano Phil Mahre, sendo que Vonn foi a terceira mulher a conseguir tal feito, depois de Petra Kronberger, que também venceu três vezes seguidas, e Annemarie Moser-Pröll, que levou o título cinco vezes. Vonn também foi nomeada pela Associated Press como a atleta feminina do ano em 2010.

#### 2011: A perda do título por 3 pontos
Depois de vencer a Copa do Mundo em três anos consecutivos, Vonn sentiu a chegada de uma forte concorrente em 2011, a sua melhor amiga no circuito Maria Riesch. A esquiadora alemã teve um início de temporada muito forte, conseguindo duas vitórias em Lake Louise, onde Vonn já havia vencido sete vezes até então. Lindsey não conseguia terminar as provas de slalom enquanto Riesch estava sempre no pódio.
A Copa do Mundo acabou sendo interrompida para a realização do Campeonato Mundial, em Garmisch-Partenkirchen, na Alemanha. Vonn havia sofrido um concussão na semana anterior ao evento e acabou competindo em apenas duas provas, conseguindo um sétimo lugar no super-G e uma medalha de prata no downhill.
No retorno da Copa do Mundo Vonn estava saudável novamente. Ela conseguiu ótimos resultados e quase sempre terminava as provas à frente de Riesch. Assim veio a liderança na classificação geral após a prova de downhill no primeiro dia da etapa final de Lenzerheide, na Suíça, vencida por sua compatriota Julia Mancuso. No dia seguinte, a prova do super-G acabou sendo cancelada devido à más condições climáticas, e após a disputa do slalom Riesch recuperou a liderança com uma margem de apenas três pontos.
Lindsey Vonn havia chegado muito perto de conquistar mais um título na Copa do Mundo de Esqui Alpino, mas acabou mesmo perdendo para Maria Riesch por apenas três pontos. A definição veio no último dia de competição com o cancelamento da prova de giant slalom, devido ao mau tempo, e assim com 1728 pontos contra 1725, a alemã foi declarada campeã.

#### 2012: A quarta conquista

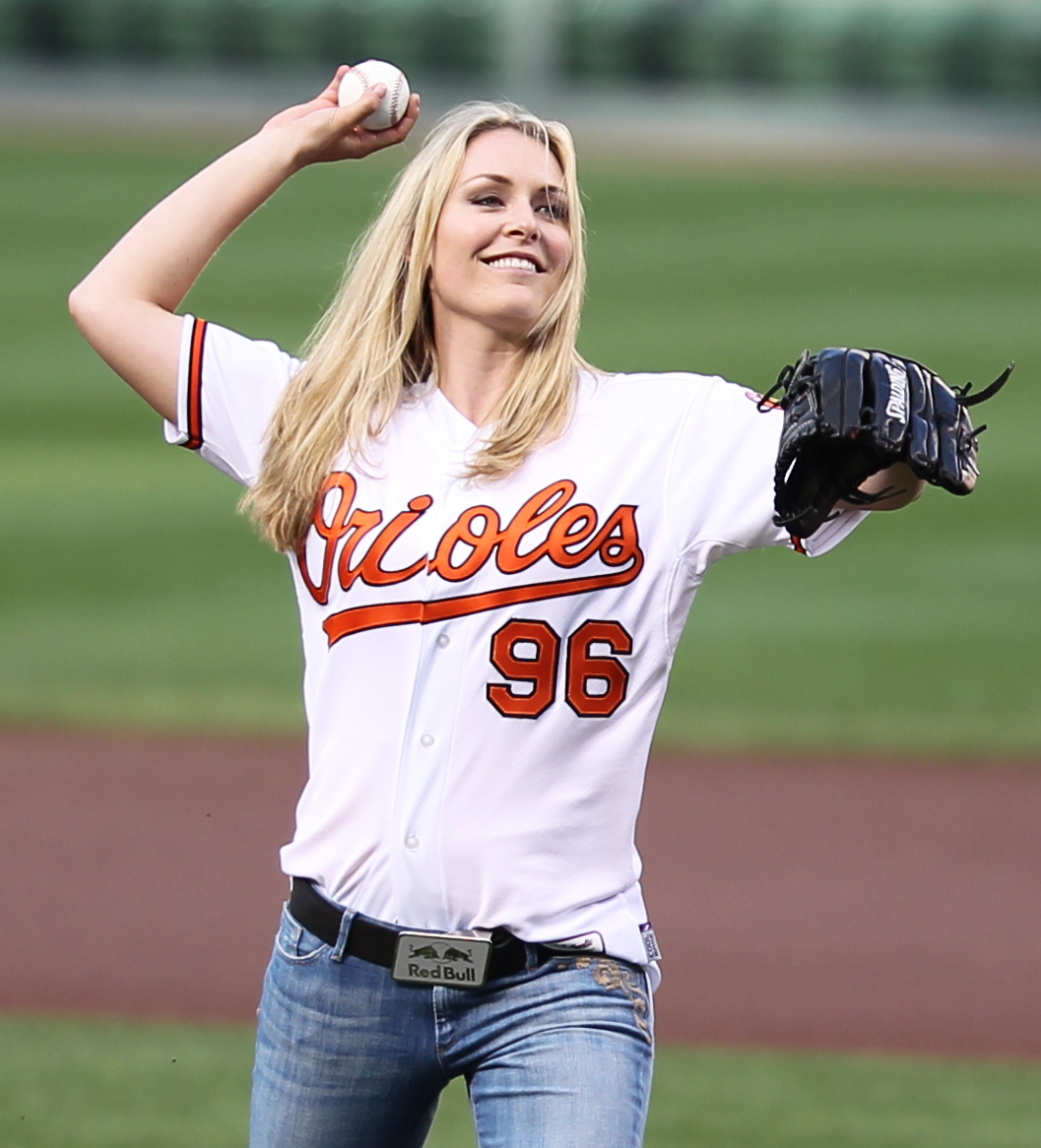
Vonn faz arremesso simbólico em partida de beisebol.

Em 2012 Vonn se recuperou e faturou o título de campeã geral da Copa do Mundo pela quarta vez na carreira. A temporada começou em Sölden, na Áustria, onde ela conseguiu sua primeira vitória no slalom gigante. O resultado a fez se tornar a sexta esquiadora com pelo menos uma vitória em cada uma das disciplinas do esqui alpino.
Entre os dias 2 e 4 de dezembro de 2011, Vonn venceu todas as três corridas disputadas em Lake Louise (dois downhills e um super-G) conseguindo assim seu segundo hat trick na carreira, sendo a última a sua décima primeira vitória em Lake Louise. Com este resultado ela superou o recorde de Renate Götschl de maior vitoriosa em um único resort (Götschl alcançou dez triunfos em Cortina d'Ampezzo). Em 7 de dezembro de 2011, Vonn conseguiu sua primeira vitória competindo nos Estados Unidos, em Beaver Creek, Colorado. Foi a primeira vitória em casa de uma mulher americana em 17 anos, o fato não acontecia desde que Hilary Lindh, do Alasca, venceu o downhill nas proximidades Vail em dezembro de 1994.
Com mais alguns triunfos, Vonn ultrapassou Renate Götschl e se tornou a terceira maior vencedora de provas individuais da Copa do Mundo em todos os tempos. No dia 4 de fevereiro de 2012, Vonn conseguiu sua quinquagésima vitória na Copa do Mundo, quando triunfou na prova de downhill em Garmisch, Alemanha. Essa foi a sua 25ª vitória em downhill na carreira, o que a fez superar Götschl mais uma vez e se tornar assim a segunda esquiadora com mais vitórias em DH. Mais tarde, com um pódio na Rússia em 18 de fevereiro de 2012, Vonn assegurou o título de campeã geral da temporada no downhill, o seu quinto consecutivo nesta disciplina.

#### 2013: Prejudicada por lesões
Em 2013 Vonn teve um início lento devido à problemas de saúde. Ela retornou ao circuito a tempo de competir nas provas de velocidade e conseguiu vencer mais uma vez as três disputas em Lake Louise. Foi o seu terceiro hat trick na carreira, o que a fez aumentar para 14 o recorde de maior número de vitórias em um mesmo resort. O expressivo resultado fez Lindsey Vonn alcançar a sua vitória número 56 na Copa do Mundo, o que a fez superar Vreni Schneider para se tornar a segunda maior vencedora da história, ficando atrás apenas de Annemarie Moser-Pröll, que venceu 62 vezes.
Após mais alguns resultados ruins, Vonn decidiu fazer uma pausa e anunciou no Facebook seu afastamento das competições a fim de se recuperar totalmente do seu problema de saúde. Quando retornou ela ficou em sexto lugar no seu primeiro downhill. Duas semanas mais tarde venceu o downhill em Cortina d'Ampezzo e uma semana depois foi a primeira colocada no giant slalom de Maribor, na Eslovênia.
No campeonato mundial, disputado em Schladming, na Áustria, Vonn sofreu uma queda durante a disputa do super-G e foi socorrida por um helicóptero e levada a um hospital próximo. Ela sofreu rompimentos em duas ligações do joelho direito e precisou ser submetida a uma cirutgia. Apesar da lesão, Vonn se declarou otimista em relação a sua participação nos Jogos Olímpicos de 2014. Com o fim da temporada, mesmo sem voltar a competir, Vonn assegurou o seu sexto título consecutivo no downhill.

#### 2014: Fora das Olimpíadas
Visando a temporada de 2013-2014 e os Jogos Olímpicos de Sochi, Lindsey voltou aos treinos no dia 31 de agosto de 2013, em Portillo, no Chile. O retorno após a cirurgia no joelho direito aconteceu bem antes do previsto, deixando a esquiadora com boas esperanças para competir novamente. No final de outubro de 2013, após mais alguns testes em Sölden, Vonn decidiu não participar da etapa de abertura da Copa do Mundo de Esqui Alpino e retornar para sua casa em Vail, visando dar continuidade aos treinos e se preparar para o retorno em Beaver Creek.
No dia 20 de novembro de 2013, enquanto fazia seu último treino em Copper Mountain, Colorado, Vonn acabou sofrendo uma queda que lhe causou uma lesão parcial no ligamento cruzado anterior no joelho direito, além de uma distensão leve. O retorno às competições em Beaver Creek foi cancelado e a atleta tirou alguns dias de descanso antes de dar início à fisioterapia de recuperação. No dia 6 de dezembro, quase uma semana após a etapa de Beaver Creek, Lindsey Vonn retornou às competições na Copa do Mundo de Esqui alpino competindo na prova de downhilll em Lake Louise, no Canadá. Sentindo a falta de ritmo após dez meses afastada do circuito, ela terminou apenas com a 40ª colocação. No dia seguinte Vonn melhorou e terminou em 11º lugar, sendo a melhor americana entre todas as finalistas e, em 8 de dezembro, desta vez competindo na prova do super G, ela melhorou ainda mais o seu desempenho e acabou na quinta colocação.
Vonn decidiu se afastar das competições para visar sua recuperação plena, mas em 7 de janeiro, um mês antes do início das Olimpíadas de Sóchi, ela anunciou que não iria participar da competição porque não se sentia totalmente recuperada de sua cirurgia no joelho.

#### 2015: O ano dos recordes
Recuperada das lesões que sofreu no joelho, Vonn retornou às competições 5 de dezembro de 2014 e, já no dia seguinte, conseguiu alcançar a vitória na prova de downhill em Lake Louise, Canadá. Já nos dias 18 e 19 de jeniro de 2015, Vonn fez história na etapa de Cortina D’Ampezzo, na Itália. Ao vencer a prova de downhill, ela igualou o recorde de Annemarie Moser-Pröell, de 62 vitórias em Copas do Mundo, que já durava 35 anos.. No dia seguinte, com uma vitória no super G, ela superou a austríaca e estabeleceu um novo recorde de vitórias.
Em 18 de março, Vonn ganhou a última corrida de downhill da Copa do Mundo em Meribel, na França, garantindo assim o título da modalidade pela sétima vez em sua carreira. Com o resultado a americana igualou o recorde de Moser-Pröll de sete globos de ouro em apenas uma disciplina. No dia seguinte Vonn alcançou sua oitava vitória na temporada na última etapa do super G, o que lhe garantiu o título da disciplina. Este foi o seu quinto título de super G, o que a fez igualar os recordes de Katja Seizinger, Hermann Maier e Aksel Lund Svindal. Com 19 globos de cristal, sendo 15 de disciplina e quatro no geral, Vonn igualou também a marca alcançada por Ingemar Stenmark e ao chegar ao seus 113º pódio, ela igualou outro recorde de Moser-Pröll.

#### 2016
No início da temporada Vonn venceu três etapas da Copa do Mundo em Lake Louise, sendo este seu terceiro hat-trick da carreira. Os resultados a fizeram aumentar sua vantagem como a maior vencedora de etapas da Copa do Mundo e, com o 25º título de Super G, ela superou o recorde do austríaco Hermann Maier e se tornou a maior vencedora da disciplina em ambos os sexos. Em janeiro, com uma vitória em Altenmarkt-Zauchensee, Áustria e outra em Cortina d'Ampezzo, Itália, Vonn superou o recorde de Annemarie Moser-Pröll e se tornou a maior vencedora de provas de downhill na Copa do Mundo com 37 conquistas.

#### 2017

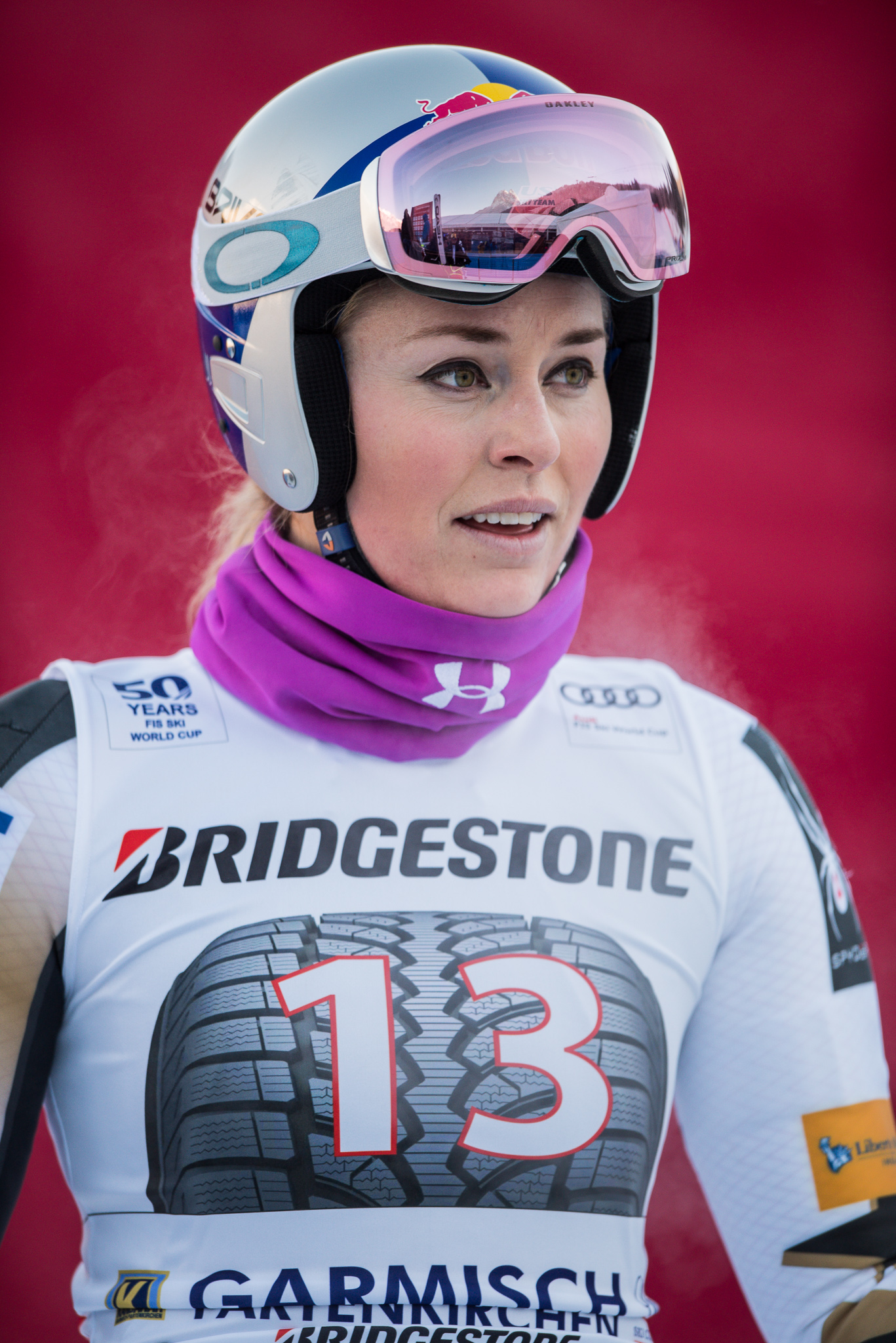
Vonn após competir no downhill em 2017.

Em 11 de novembro de 2016, Vonn anunciou em sua página do Facebook que ela tinha uma fratura no osso do úmero do braço direito ocorrida durante em um acidente de treinamento. Ela havia sido submetida a uma cirurgia para reparar o osso. Vonn voltou à Copa do Mundo em 15 de janeiro de 2017, na corrida de downhill em Altenmarkt; ela terminou em 13º lugar. No dia 20 de janeiro, em sua segunda corrida após a  lesão, ela ganhou o evento de downhill em Garmisch-Partenkirchen, na Alemanha, conquistando a sua 77ª vitória na carreira.

#### 2018
Depois de várias lesões e limitações, Vonn só foi capaz de realizar seu treinamento regular no verão, que foram feitos na Nova Zelândia e no Chile, onde era inverno. Ela fez sua disputa em Sölden, onde terminou apenas com o com 34º lugar. Vonn conseguiu sua primeira vitória no Super-G em Val d'Isere, após onze meses e, assim, conquistou vitória de número 78 na Copa do Mundo. Após um início modesto e apenas 36 pontos nas três primeiras corridas, ela conseguiu um segundo lugar no downhill e finalmente 4 vitórias nas últimas 4 descidas, o que tornou a luta pela bola de cristal mais acirrada. No entanto, como sua rival Sofia Goggia terminou em segundo nas últimas três corridas, Vonn perdeu por 3 pontos, apesar de ter o dobro de vitórias de Goggia. Vonn chegou a 82 vitórias na Copa do Mundo e ficou a apenas 4 vitórias do melhor de todos os tempos Ingemar Stenmark .
Em 8 de dezembro de 2017, Vonn declarou em uma entrevista que não representaria o presidente dos Estados Unidos nos Jogos Olímpicos de Inverno de 2018 e não participaria de uma visita à Casa Branca caso ganhasse uma medalha de ouro. Vonn deixou claro em sua declaração que ela sente que todos os atletas olímpicos representam o povo dos Estados Unidos e não os seus líderes. Ela foi citada em um artigo da CNN dizendo: "Bem, espero representar o povo dos Estados Unidos e não o Presidente". Em sua participação nos Jogos Olímpicos de Inverno de 2018, em Pyeongchang, ela ganhou a medalha de bronze no downhill e chegou em sexto lugar no Super-G.

#### 2019: A aposentadoria
Em outubro de 2018, antes do início da Copa do Mundo de Esqui Alpino de 2018-19, Vonn anunciou que se aposentaria das competições no final da temporada. Tendo sugerido anteriormente que continuaria até quebrar o recorde de Stenmark de maior número de vitórias na Copa do Mundo, ela confirmou que se aposentaria em 2019, independentemente de ter conseguido ultrapassar a marca de Stenmark ou não, explicando que - "fisicamente, cheguei ao ponto onde não faz sentido ... Eu realmente gostaria de ser ativa quando for mais velha, então eu tenho que olhar para o futuro e não apenas ser tão focada no que está na minha frente ". Ela também disse que pretendia competir em todos os downhills e super-Gs na temporada da Copa do Mundo, planejando fazer sua estreia em Lake Louise no final de novembro. No entanto, no mês seguinte, ela machucou o joelho enquanto treinava, forçando-a a sair das corridas em Lake Louise. Posteriormente, ela anunciou que iria atrasar sua aposentadoria para que ela pudesse competir em Lake Louise na temporada seguinte.
Vonn finalmente fez sua estreia na temporada em janeiro, competindo em Cortina d'Ampezzo. Ela terminou em 15º e 9º lugar em duas provas de downhills antes de não conseguir terminar o super-G: após a última corrida ela disse aos repórteres que estava pensando em se aposentar imediatamente, afirmando que ela "daria alguns dias e tomaria algumas decisões". Em 1 de fevereiro de 2019, Vonn anunciou que iria se aposentar após o Campeonato Mundial de 2019 que aconteceria na Suécia. Em 10 de fevereiro de 2019, depois que ela ganhou uma medalha de bronze no downhill feminino, ela finalmente se aposentou do circuito de corridas, com o desejo de receber flores de Ingemar Stenmark, sendo essa uma forma de adeus sendo cumprido. Com a conquista do bronze, ela se tornou a mulher mais velha a ganhar uma medalha em um campeonato mundial (aos 34 anos) e a primeira mulher a receber seis medalhas do campeonato mundial.

#### 2024: Retorno às competições
Em 14 de novembro, Vonn anunciou que estava saindo da aposentadoria e retornando ao esqui competitivo após uma cirurgia bem-sucedida de substituição do joelho sete meses antes, que interrompeu a dor que a levou à aposentadoria. Ela fez seu retorno em 7 de dezembro em uma corrida de downhill no FIS Fall Festival em Copper Mountain, no Colorado, terminando em 24º lugar entre 45 esquiadoras.
Em 21 de dezembro, Vonn fez seu retorno à Copa do Mundo em St. Moritz, na Suíça, terminando em 14º no Super-G. Em sua primeira corrida de downhill da Copa do Mundo após retornar à Copa do Mundo de Esqui, ela terminou em 6º em 11 de janeiro em St. Anton, 0,58 segundos atrás da vencedora Federica Brignone. No dia seguinte, ela melhorou para o 4º lugar no Super-G, sendo derrotada apenas por Lauren Macuga, Stephanie Venier e Federica Brignone. Enquanto treinava para o downhill em Cortina d'Ampezzo, ela caiu. Posteriormente disse à imprensa que havia sofrido apenas ferimentos leves. Ela também anunciou que queria continuar competindo na Copa do Mundo até os Jogos Olímpicos em Cortina d´Ampezzo. Como a pista de Cortina é uma de suas favoritas, ela gostaria de encerrar definitivamente sua carreira lá.
No dia 23 de março de 2025, Vonn terminou a última corrida da temporada em segundo lugar, se tornando a esquiadora alpina mais velha a alcançar um pódio na Copa do Mundo aos 40 anos de idade.

### Jogos Olímpicos

#### Olimpíadas de Inverno de 2002
Com apenas 17 anos Vonn competiu no slalom e no combinado, sendo que neste último conseguiu uma sexta colocação, a melhor posição que uma esquiadora já havia conseguidos em todos os tempos. O fato inédito acabou não chamando muito a atenção, pois havia outros acontecimentos com maior relevância, assim poucos repórteres falaram com a esquiadora após o evento.

#### Olimpíadas de Inverno de 2006
Durante o treinamento para o downhill, Vonn sofreu uma queda em San Sicario, Itália. Com uma lesão no quadril, ela foi socorrida e transportada de helicóptero para um hospital em Turim. A esquiadora americana foi obrigada a passar a noite internada, tomando analgésicos. Mas apesar das dores, ela insistiu em competir apenas 48 horas após o acidente, e acabou terminando a prova na oitava colocação. Após a disputa ela declarou sobre a importância de competir.

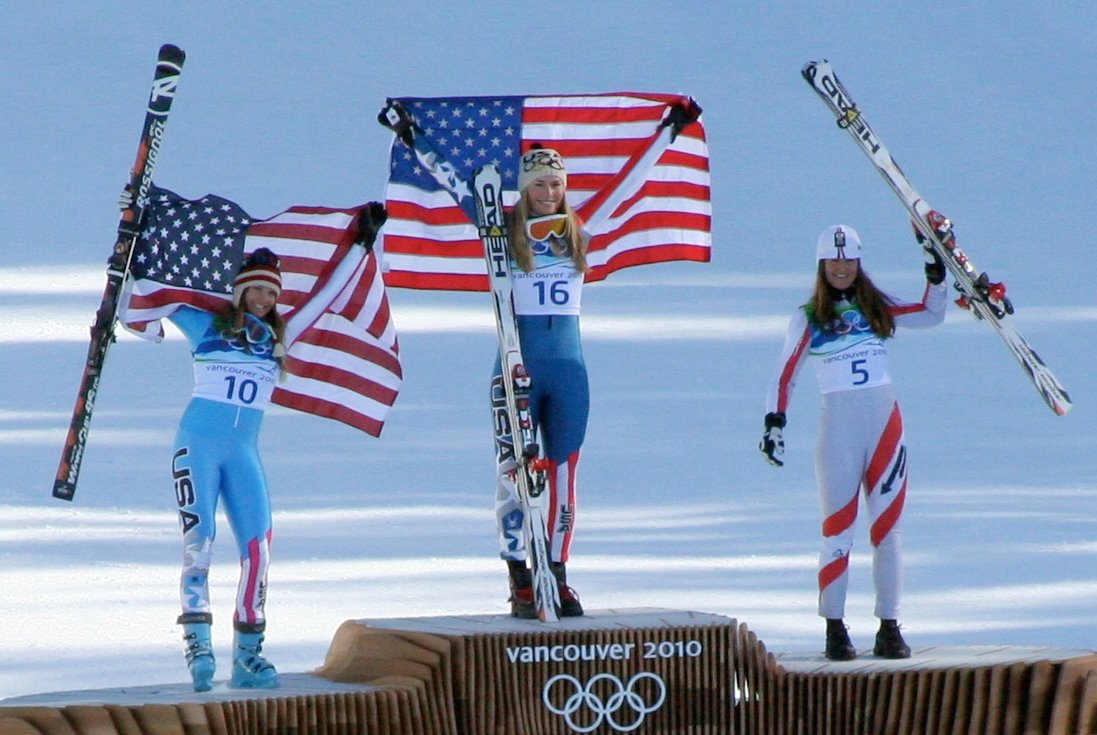
Lindsey Vonn na cerimônia de premiação do downhill nos Jogos Olímpicos.

| “                                             | Havia algo a provar. Quando você trabalha tão duro para chegar até aqui, você não pode desistir. Eu queria ganhar uma medalha hoje, mas haverá outras chances. Eu não desisti de mim ainda. | ” |
| — Vonn, em desabafo após 8º lugar no downhill | |   |

#### Olimpíadas de Inverno de 2010
Nas Olimpíadas de Inverno de 2010 Vonn competiria em cinco eventos. Em 10 de fevereiro revelou que estava com uma lesão na tíbia, devido a uma queda que sofreu durante treinamentos que fazia na Europa. Ela disse que a dor da sua lesão era "insuportável" e que teria dificuldade de participar dos Jogos Olímpicos de Inverno.
Devido ao mau tempo e por sua vez, condições ruins da neve e da pista onde se pratica o esqui alpino, muitos dos eventos tiveram que ser adiados por vários dias, dando a Vonn mais tempo para tratar sua lesão e assim se recuperar totalmente. Em 17 de fevereiro, logo na sua primeira disputa, Vonn ganhou a medalha de ouro no downhill, superando sua compatriota Julia Mancuso por 0,56 segundo. No super combinado, Vonn acabou sofrendo uma queda na segunda descida e ficou fora do pódio, mas no dia 20 de fevereiro conseguiu a medalha de bronze no Super-G. Já na prova do Slalom Gigante Vonn caiu mais uma vez e não completou o percurso.

#### Olimpíadas de Inverno de 2018
Lindsey Vonn voltou a competir em uma Olimpíada depois de oito anos, já que havia ficado fora dos Jogos Olímpicos de Sochi 2014. No dia 17 de fevereiro ela disputou a prova do super-G, sendo a primeira esquiadora à descer, mas acabou cometendo um erro e terminou apenas na sexta colocação.
Na prova de Downhill, que foi realizada no dia 21 de fevereiro, Vonn tentava repetir a medalha de ouro conquistado nas Olimpíadas de Vancouver 2010, mas acabou terminando com a medalha de bronze. Com o resultado ela se tornou a esquiadora mais velha a conquistar um pódio olímpico em uma prova de downhill. Vonn aproveitou os Jogos na Coreia do Sul para homenagear seu avô, que lutou na Guerra da Coreia de 1950 a 1953 e faleceu recentemente. Após a prova de downhill ela também declarou que esta foi sua última Olimpíada.
| “                                      | Essa é a minha última corrida de Downhill olímpica, isso me emociona. Esperava poder ir mais longe, mas meu joelho não suporta mais após tantas lesões. Seria difícil permanecer competitiva em mais quatro anos. É difícil, desgastante, poderia até tentar, mas acho que não seria uma boa ideia | ” |
| — Vonn, após ganhar bronze no downhill | |   |

No dia seguinte Vonn competiu pela última vez em Pyeongchang na prova do combinado. Ela enfrentou sua compatriota Mikaela Shiffrin pela primeira vez em uma competição olímpica, já que Shiffrin havia desistido de disputar o downhill para descansar. Na primeira descida (downhill) Vonn conseguiu marcar o melhor tempo entre as 22 competidoras que completaram o percurso, mas na segunda descida (slalom) ela cometeu um erro e acabou sendo desclassificada. Shiffrin ficou com a medalha de prata.

## Vida pessoal
Lindsey Vonn se casou com Thomas Vonn, atleta olímpico em 2002 e ex-membro da esquipe americana de esquiadores, no dia 29 de setembro de 2007, no Silver Lake Lodge em Deer Valley, Utah. Em novembro de 2011, foi anunciado que o casal tinha começado o processo de divórcio após quatro anos de casamento. O divórcio foi finalizado em 9 de janeiro de 2013.
Em 18 de março de 2013, foi anunciado que ela e o golfista Tiger Woods estavam namorando. Desde então, Vonn começou a ser vista em muitos lugares acompanhando o golfista, principalmente durante as competições que Woods participava. Em uma delas, a President's Cup de 2013, a esquiadora acabou inclusive conversando com o ex-presidente dos Estados Unidos, George W. Bush que também estava presente. Após quase três anos de relacionamento, o casal anunciou sua separação em uma decisão mútua no dia 3 de maio de 2015. Mais tarde Vonn declarou que o namoro com Tiger Woods havia sido uma "experiência de aprendizagem". No final de 2016, ela começou a namorar o assistente técnico da NFL Kenan Smith antes de se separar em novembro de 2017. Em junho de 2018, ela começou a namorar P. K. Subban, um jogador da NHL. Em 23 de agosto de 2019, Vonn e Subban anunciaram seu noivado. Em 29 de dezembro de 2020, no entanto, os dois anunciaram sua separação no Instagram. Vonn anunciou que os dois se separaram e permaneceram amigos.
Vonn apareceu na edição Swimsuit da Sports Illustrated que contou com atletas olímpicos de inverno em 2010. Vonn também foi a 59ª colocada na lista Hot 100 da Maxim naquele ano. Lindsey Vonn mantém uma grande amizade com a sua rival de competições Maria Riesch, tendo inclusive passado um tempo na casa da amiga onde aproveitou a oportunidade para aprender a falar fluentemente a língua alemã.
Em 2022 Vonn lançou um livro contanto sua história chamado Rise: My Story,, onde revela entre outras coisas sua luta contra a depressão. Sua mãe, Linda Krohn, morreu em agosto de 2022, após uma batalha de um ano contra a Esclerose lateral amiotrófica.

## Documentários
Em 2019, a HBO lançou um documentário sobre Vonn intitulado Lindsey Vonn: The Final Season. O documentário cobre sua última temporada no Campeonato Mundial e sua ascensão à fama de criança prodígio a três vezes medalhista olímpica (uma de ouro).
Vonn apresenta a série de competição canina sem roteiro The Pack, que estreou no Amazon Prime Video em 20 de novembro de 2020.

## Vitórias na Copa do Mundo

### Resultados gerais

Vonn com seu oitavo globo de cristal

137 pódios com 82 vitórias
|            | Temporada       |
| Disciplina |                 |
| 2008       | Campeã geral    |
| 2008       | Campeã Downhill |
| 2009       | Campeã geral    |
| 2009       | Campeã Downhill |
| 2009       | Campeã Super-G  |
| 2010       | Campeã geral    |
| 2010       | Campeã Downhill |

| Temporada | Prova            |
| --------- | ---------------- |
| 2010      | Campeã Combinado |
| 2010      | Campeã Super-G   |
| 2011      | Campeã Downhill  |
| 2011      | Campeã Combinado |
| 2011      | Campeã Super-G   |
| 2012      | Campeã geral     |
| 2012      | Campeã Downhill  |

| Temporada | Prova            |
| --------- | ---------------- |
| 2012      | Campeã Combinado |
| 2012      | Campeã Super G   |
| 2013      | Campeã Downhill  |
| 2015      | Campeã Downhill  |
| 2015      | Campeã Super-G   |
| 2016      | Campeã Downhill  |

### Corridas individuais
| Temporada   | Downhill                                                            | Super-G                                                 | Giant Slalom | Slalom        | Combinado    | Total |
| ----------- | ------------------------------------------------------------------- | ------------------------------------------------------- | ------------ | ------------- | ------------ | ----- |
| 2004 – 2005 | Lake Louise                                                         |                                                         |              |               |              | 1     |
| 2005 – 2006 | Lake Louise Val d'Isère                                             | Kvitfjell                                               |              |               |              | 3     |
| 2006 – 2007 | Lake Louise Val d'Isère                                             | San Sicario                                             |              |               |              | 3     |
| 2007 – 2008 | Lake Louise Sankt Anton Cortina d'Ampezzo Sestrières Crans-Montana  |                                                         |              |               | Sankt Anton  | 6     |
| 2008 – 2009 | Lake Louise Åre                                                     | Garmisch Tarvisio Bansko Åre                            |              | Levi Garmisch | Altenmarkt   | 9     |
| 2009 – 2010 | Lake Louise (2) Haus im Ennstal (2) Cortina d'Ampezzo Crans Montana | Haus im Ennstal Cortina d'Ampezzo Saint-Moritz Garmisch |              |               | Val d'Isère  | 11    |
| 2010 – 2011 | Val d'Isère Altenmarkt-Zauchensee Åre                               | Lake Louise Cortina d'Ampezzo (2) Tarvisio              |              |               | Val d'Isère  | 8     |
| 2011 – 2012 | Lake Louise (2) Saint-Moritz Garmisch Schladming                    | Lake Louise Beaver Creek Cortina d'Ampezzo Bansko       | Sölden Åre   |               | Saint-Moritz | 12    |
| 2012 – 2013 | Lake Louise (2) Cortina d'Ampezzo                                   | Lake Louise Saint-Moritz                                | Maribor      |               |              | 6     |
| 2013 – 2014 |                                                                     |                                                         |              |               |              | 0     |
| 2014 – 2015 | Lake Louise Val d'Isère Cortina d'Ampezzo Méribel                   | Cortina d'Ampezzo Saint-Moritz Garmisch Méribel         |              |               |              | 8     |
| 2015 – 2016 | Lake Louise (2) Altenmarkt-Zauchensee Cortina d'Ampezzo Garmisch    | Lake Louise Altenmarkt-Zauchensee Cortina d'Ampezzo     | Åre          |               |              | 9     |
| 2016 – 2017 | Garmisch                                                            |                                                         |              |               |              | 1     |
| 2017 – 2018 | Cortina d'Ampezzo Garmisch (2) Åre                                  | Val d'Isère                                             |              |               |              | 5     |
| Total       | 43                                                                  | 28                                                      | 4            | 2             | 5            | 82    |

### Linha do tempo

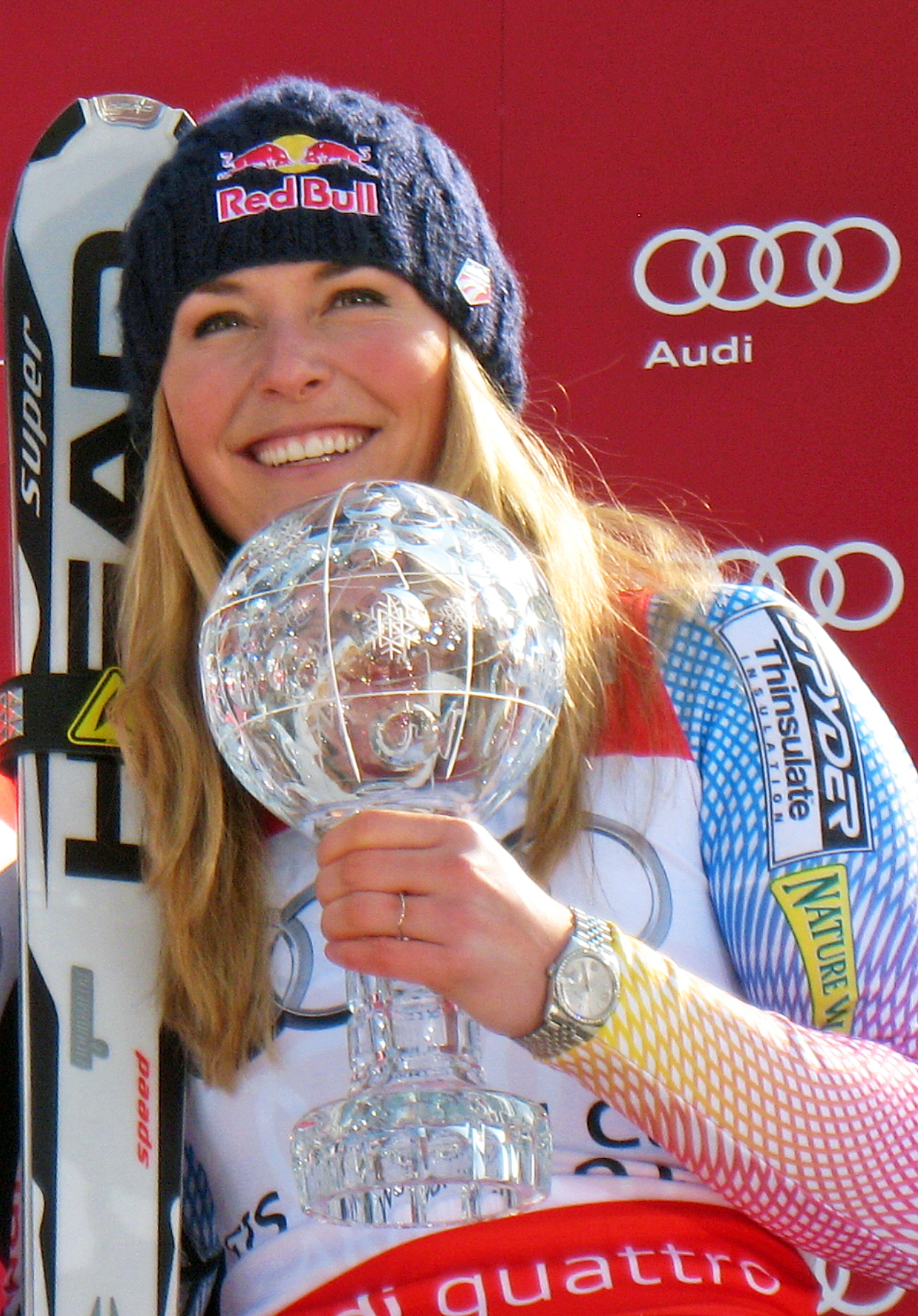
Vonn com o globo de cristal na Alemanha

| Ano  | Idade | Geral             | Downhill          | Super-G           | G.S.             | Slalom            | Comb.             | City Event        |
| ---- | ----- | ----------------- | ----------------- | ----------------- | ---------------- | ----------------- | ----------------- | ----------------- |
| 2002 | 17    | 93                | 41                | 35                | –                | –                 | –                 | –                 |
| 2003 | 18    | 118               | 47                | –                 | –                | –                 | –                 | –                 |
| 2004 | 19    | 30                | 14                | 20                | 45               | 38                | –                 | –                 |
| 2005 | 20    | 6                 | 5                 | Medalha de bronze | 35               | 28                | 5                 | –                 |
| 2006 | 21    | 5                 | Medalha de prata  | 4                 | 49               | 9                 | Medalha de bronze | –                 |
| 2007 | 22    | 6                 | Medalha de bronze | Medalha de bronze | –                | 37                | 7                 | –                 |
| 2008 | 23    | Medalha de ouro   | Medalha de ouro   | 6                 | 13               | 46                | Medalha de prata  | –                 |
| 2009 | 24    | Medalha de ouro   | Medalha de ouro   | Medalha de ouro   | 8                | Medalha de bronze | Medalha de prata  | –                 |
| 2010 | 25    | Medalha de ouro   | Medalha de ouro   | Medalha de ouro   | 28               | 14                | Medalha de ouro   | –                 |
| 2011 | 26    | Medalha de prata  | Medalha de ouro   | Medalha de ouro   | 12               | 19                | Medalha de ouro   | 5                 |
| 2012 | 27    | Medalha de ouro   | Medalha de ouro   | Medalha de ouro   | Medalha de prata | 20                | Medalha de ouro   | Medalha de bronze |
| 2013 | 28    | 8                 | Medalha de ouro   | 4                 | 20               | –                 | –                 | –                 |
| 2014 | 29    | 68                | 36                | 25                | –                | –                 | –                 | –                 |
| 2015 | 30    | Medalha de bronze | Medalha de ouro   | Medalha de ouro   | 29               | –                 | –                 | –                 |
| 2016 | 31    | Medalha de prata  | Medalha de ouro   | Medalha de bronze | 18               | 43                | 5                 | –                 |
| 2017 | 32    | 19                | 4                 | 12                | –                | –                 | –                 | –                 |
| 2018 | 33    | 10                | Medalha de prata  | 9                 | –                | –                 | 10                | –                 |
| 2019 | 34    | 83                | 32                | –                 | –                | –                 | –                 | –                 |
| 2025 | 40    | 27                | 19                | 13                | –                | –                 | –                 | –                 |